# پاول ماتیاش
پاول ماتیاش (انگلیسی: Pavel Matyash; تولد ۱۱ ژوئیه ۱۹۸۷) یک بازیکن فوتبال اهل جمهوری قرقیز است.
وی در تیم ملی فوتبال قرقیزستان بازی کرده‌است.